# Michał Pańszczyk
Michał Pańszczyk (ur. 11 czerwca 1992 w Miliczu) – polski artysta z zakresu sztuk wizualnych, fotograf, dyrektor artystyczny i kreatywny, reżyser teledysków i tras koncertowych, autor i współautor tesktów, wizualizacji koncertowych, okładek płyt muzycznych, wyspecjalizowany w kierowaniu wizerunkiem artystów oraz założyciel i dyrektor agencji kreatywnej THEDREAMS STUDIO, zrzeszającej twórców wizualnych. Michał tworzył i odpowiadał za wizerunek wielu polskich artystów, w tym Justyny Steczkowskiej, Beaty Kozidrak, Sanah, Michała Szpaka oraz Bletki. Reżyserował trasy koncertowe m.in.: Aquaria Tour – Dody, Uczta nad Ucztami, Bankiet u Sanah, Kolońska i szlugi Tour, NoSory Tour – sanah, XV – Justyny Steczkowskiej, Trasa ENT – Varius Manx, Classica Tour, The Moon Tour oraz Dreamer Tour – Michała Szpaka.

## Działalność edukacyjna
Ważnym elementem twórczości artystycznej Michała Pańszczyka jest działalność edukacyjna na rzecz dzieci, młodzieży i dorosłych. Jest on współtwórcą licznych warsztatów artystycznych, w czasie których przekazywał on swoją wiedzę i doświadczenie na polach fotografii i innych sztuk wizualnych, rozwoju artystycznego oraz promocji twórczości w sieci. Brał udział w tworzeniu i realizacji m.in.:
- obozów artystycznych dla dzieci, młodzieży i dorosłych "MusicArt Camp"[2]
- obozów artystycznych dla dzieci i młodzieży "Anima Creativa"[3]
- projektu edukacyjnego dla dorosłych "Film Spring Open"[4]
- Warsztatów oraz Webinaium  "WYMYŚLACTWO" (2024)[5]

## Twórczość

### Fotografia i oprawy wizualne wydawnictw muzycznych
2012:
- Justyna Steczkowska – XV – autor zdjęć i oprawy wizualnej albumu[6]

2013:
- Justyna Steczkowska – Puchowe kołysanki 2 – autor zdjęć i oprawy wizualnej albumu[7]

2014:
- Justyna Steczkowska – Anima – autor zdjęć i oprawy wizualnej albumu[8]

2015:
- Grażyna Szapołowska – Zapomniałam o Tobie – autor zdjęcia okładkowego książki[9]

2016:
- Beata Kozidrak – B3 – autor zdjęć i oprawy wizualnej albumu[10]
- Varius Manx & Kasia Stankiewicz – 25 Live – autor zdjęć i oprawy wizualnej albumu[11]
- Magda Gessler – Schronisko smaków. Moja góralska kuchnia – autor zdjęcia okładkowego książki

2017:
- Anna Wyszkoni – Jestem Tu Nowa – autor zdjęć i oprawy wizualnej albumu[12]

2018:
- Varius Manx – ENT – autor zdjęć i oprawy wizualnej albumu[13]
- Oly. – Rzeczy których nie mówię kiedy jestem dorosła – autor zdjęć i oprawy wizualnej albumu[14]
- Miętha – Audioportret – autor zdjęć i oprawy wizualnej albumu[15]

2019:
- Patrycja Markowska i Grzegorz Markowski – Droga – autor zdjęć do albumu[16]
- Piotr Cugowski – 40 – autor zdjęć i oprawy wizualnej albumu[17]
- Anita Lipnicka – OdNowa – autor zdjęć i oprawy wizualnej albumu[18]

2020:
- sanah – Królowa dram – autor zdjęć do oprawy wizualnej albumu[19]

2021:
- sanah – Irenka – autor zdjęć do oprawy wizualnej albumu[20]

2022:
- sanah – Uczta – autor zdjęć do oprawy wizualnej albumu
- sanah – sanah śpiewa poezyje – autor zdjęć do oprawy wizualnej albumu[21]

### Teledyski
2011:
- Agnieszka Szczepaniak, Justyna Steczkowska – "Gdybym ja" – reżyseria, zdjęcia, montaż[22]
- Justyna Steczkowska – "Utwierdź mnie" – reżyseria, zdjęcia, produkcja[23]

2012:
- Justyna Steczkowska – "Wrogu mój" – reżyseria, scenariusz, zdjęcia[24]
- Justyna Steczkowska – "Skłam" – scenariusz, reżyseria, zdjęcia, montaż[25]
- Justyna Steczkowska – "Sanktuarium" – scenariusz, reżyseria, zdjęcia, montaż[26]

2015:
- K Bleax – So Spiritual – autor teledysku[27]

2016:
- Beata Kozidrak – "Bingo" – scenariusz, reżyseria[28]
- Beata Kozidrak – "Niebiesko – Zielone" – Art Director, scenariusz[29]
- Varius Manx – „Ameryka” – scenariusz, reżyseria[30]
- Varius Manx i Kasia Stankiewicz – "Piątek" – Art Director[31]
- KRÓL – "Nie waż się" – scenariusz, reżyseria[32]

2017:
- Patrycja Markowska & Ray Wilson – "Bezustannie" – reżyseria[33]
- Patrycja Markowska – "Za nas dwoje" – reżyseria[34]
- Patrycja Markowska & Leszek Możdżer – reżyseria, zdjęcia[35]
- Kobieta z wydm – "Strasz mnie" – reżyseria[36]

2018:
- Adi Nowak feat. Dziarma – "Placebo" – reżyseria[37]
- Varius Manx & Kasia Stankiewicz – "Księżyc się zmęczył" – koncept, reżyseria[38]

2019:
- Miętha – "Star$" – reżyseria[39]
- Miętha – "Kapcie" – autor teledysku[40]
- Miętha – "Audioportret" – autor teledysku[41]
- TULIA – "Rzeka" – reżyseria[42]
- sanah – "bipping (demo)" – Art Director, montaż[43]
- sanah – "Cząstka" – Art Director, zdjęcia, montaż[44]
- sanah – "Siebie zapytasz" – Art Director, zdjęcia, montaż[45]
- sanah – "Dwa serduszka" – Art Director, zdjęcia, montaż[46]
- sanah – "Wilcza zamieć" – Art Director, zdjęcia, montaż[47]
- sanah – "Solo" – Art Director, zdjęcia, montaż[48]
- sanah – "Idź" – Art Director, reżyseria, scenografia, montaż[49]
- sanah – "Proszę pana" – Art Director, zdjęcia, montaż[50]
- sanah – "Koronki" – Art Director, zdjęcia, montaż[51]
- sanah – "projekt nieznajomy nie kłamie" – Art Director, zdjęcia, montaż[52]

2020:
- sanah – "Szampan" – Art Director, reżyseria, montaż[53]
- sanah – "Melodia" – Art Director, zdjęcia, montaż[54]
- sanah – "Róże" – Art Director, zdjęcia, montaż[55]
- sanah – "Królowa dram" – Art Director, reżyseria, montaż[56]
- sanah – "To ja a nie inna" – Art Director, zdjęcia, montaż[57]
- sanah – "Oto cała ja" – Art Director, zdjęcia, montaż[58]
- sanah – "2/10" – Art Director, zdjęcia, montaż[59]
- sanah – "Łezki me" – Art Director, zdjęcia, montaż[60]
- sanah – "Piękno tej niechcianej" – Art Director, zdjęcia, montaż[61]
- sanah – "Sama" – Art Director, zdjęcia, montaż[62]
- sanah – "No sory" – Art Director, reżyseria, zdjęcia[63]
- sanah – "Pożal się Boże" – Art Director, zdjęcia[64]
- sanah – "BUJDA" – Art Director, zdjęcia, montaż[65]
- sanah – "Oczy" – Art Director[66]
- sanah – "Duszki" – Art Director, zdjęcia, montaż[67]
- sanah – #hot16challenge2 – Art Director, zdjęcia, montaż[68]
- Michał Szpak – #hot16challenge2 – Art Director[69]
- Anna Wyszkoni – #hot16challenge2 – reżyseria, zdjęcia, montaż[70]

2021:
- Michał Szpak – "HIOB (preludium)" – Art Director[71]
- sanah, Vito Bambino – "Ale jazz!" – Art Director, reżyseria, montaż, DOP[72]
- sanah – "2:00" – Art Director, reżyseria, DOP, montaż[73]
- sanah – "etc.", "etc. (na disco)" – Art Director, reżyseria, DOP, montaż[74]
- sanah – "To był dobry dzień" – Art Director[75]
- sanah – "Kapela gra" – Art Director, zdjęcia, montaż[76]
- sanah – "wars" – Art Director, zdjęcia, montaż[77]
- sanah – "ten Stan" – Art Director, montaż[78]
- sanah – "Interludium" – Art Director, zdjęcia, montaż[79]
- sanah – "Warcaby" – Art Director, zdjęcia, montaż[80]
- sanah – "To koniec" – Art Director, zdjęcia, montaż[81]
- sanah – "Irenka" – Art Director[82]
- sanah – "Co ja robię tutaj" – Art Director, zdjęcia, montaż[83]
- sanah – "Warcaby" – Art Director, reżyseria[84]
- sanah – "kolońska i szlugi" – scenariusz, reżyseria, montaż[85]
- Swiernalis feat. Sarsa – "Tango" – reżyseria[86]
- Swiernalis, Małgorzata Ostrowska – "Ulica mała" – Art Director, reżyseria[87]
- Miętha – "Kumitsu" – autor teledysku[88]
- bryska – "lato (pocałuj mnie)" – reżyseria, DOP, montaż[89]
- bryska – "lato (pocałuj mnie) (MANDEE remix)" – reżyseria, DOP[90]
- Marzena Ryt, Justyna Steczkowska – "KOLORADO" – reżyseria, Art Director, DOP, montaż[91]
- Michał Szpak – "HIOB" – Art Director[92]

2022:
- Beata Kozidrak – "Frajer" – Art Director, reżyseria, zdjęcia[93]
- Michał Szpak – "HALO WODOSPAD" – scenariusz, reżyseria, montaż[94]
- Michał Szpak – "(mrok) Warszawianka" – reżyseria[95]
- sanah, Igor Herbut – "Mamo tyś płakała" – Art Director, zdjęcie, wizualizacja[96]
- sanah, Kwiat Jabłoni – "Szary świat" – Art Director, zdjęcie, wizualizacja[97]
- sanah, Natalia Grosiak – "Czesława" – Art Director, zdjęcie, wizualizacja[98]
- sanah, Artur Rojek – "Tęsknię sobie" – Art Director, zdjęcie, wizualizacja[99]
- sanah, Miętha – "Audi" – Art Director, zdjęcie, wizualizacja[100]
- sanah, Grzegorz Turnau – "Sen we śnie" – Art Director, zdjęcie, wizualizacja[101]
- sanah, Ania Dąbrowska – "Baczyński (pisz do mnie listy)" – Art Director, zdjęcie, wizualizacja[102]
- sanah, Daria Zawiałow – "Eldorado" – Art Director, zdjęcie, wizualizacja[103]
- sanah, Vito Bambino – "Oscar" – Art Director, zdjęcie, wizualizacja[104]
- sanah, Dawid Podsiadło – "ostatnia nadzieja" – Art Director, zdjęcie, wizualizacja[105]
- sanah, ten Stan – "Święty Graal" – Art Director, zdjęcie, wizualizacja[106]
- sanah – "Rozwijając Rilkego (J. Cygan)" – Creative&Art Director, montaż[107]
- sanah – "Hymn (J. Słowacki)" – Creative&Art Director, montaż[108]
- sanah – "Do * w sztambuch (A. Mickiewicz)" – Creative&Art Director, montaż[109]
- sanah – "Nic dwa razy (W. Szymborska)" – Creative&Art Director, montaż[110]
- sanah – "Warszawa (J. Tuwim)" – Creative&Art Director, montaż[111]
- sanah – "Bajka (K. K. Baczyński)" – Creative&Art Director, montaż[112]
- sanah – "Eldorado (E.A. Poe)" – Creative&Art Director, montaż[113]
- sanah – "Kamień (A. Asnyk)" – Creative&Art Director, montaż[114]
- sanah – "Da Bóg kiedyś zasiąść w Polsce wolnej (J. Lechoń)" – Creative & Art Director, montaż[115][116]

2023:
- sanah – "Płomień" – Art & Creative Director[117]
- sanah – "Marcepan" – Art & Creative Director, scenariusz, reżyseria[118]

- sanah – "Pocałunki (M. Pawlikowska-Jasnorzewska)" – Art & Creative Director, scenariusz, reżyseria, montaż, korekcja barw[119]
- Wiktoria Zwolińska – " …na podstawie zazdrości (EP)" - Executive Art & Creative Director, zdjęcia[120]
- Lemon – "Chamski" - Art & Creative Director, scenariusz, reżyseria[121]
- Lemon – "MARTA" - Art & Creative Director, scenariusz, reżyseria[122]
- Lemon  – "Po prostu oddychaj" - Art & Creative Director, scenariusz, reżyseria[123]
- Lemon – "Wibra" - Art & Creative Director, scenariusz, reżyseria[124]
- Lemon – "Ufo" - Art & Creative Director, scenariusz, reżyseria[125]
- Lemon – "Ptaki" - Art & Creative Director, scenariusz, reżyseria[126]
- Lemon – "Harrymond" - Art & Creative Director, scenariusz, reżyseria[127]
- Lemon – "Dużo Ciebie mi" - Art & Creative Director, scenariusz, reżyseria[128]
- Doda –  "Nie otwieram oczu" –  reżyseria[129].

2024:
- Kizo x Bletka – "HERO" - Art & Creative Director, scenariusz, reżyseria[130]
- Kizo x Bletka – 100BPM - Art & Creative Director, scenariusz, reżyseria[131]
- Kizo x Bletka – BOOMBOO - Art & Creative Director, scenariusz, reżyseria[132]
- Kizo x Bletka – NA BRZEGU - Art & Creative Director, scenariusz, reżyseria[133]
- Kizo x Bletka – KAWASAKI - Oprawa wizualna
- Bletka – od nowa[134]
- Bletka – STER[135]
- Bletka – B012[136]
- Bletka – AWAY[137]
- Sarsa – Jak w filmie - Art & Creative Director, scenariusz, reżyseria, montaż[138]
- Sarsa – Puch - Art & Creative Director, scenariusz, reżyseria[139]

### Teksty piosenek
- Justyna Steczkowska: "Pryzmat", "Tam", "Pieśń EOS" – współautor tekstów[140][141]
- Michał Szpak: "HALO WODOSPAD", "Gaja", "(mrok) Warszawianka", "HIOB" – współautor tekstów[94][142][95]

### Trasy koncertowe
- Justyna Steczkowska – XV – reżyser trasy koncertowej[143]
- Justyna Steczkowska – Anima – reżyser trasy koncertowej[144]
- Varius Manx i Kasia Stankiewicz – 25 Live – Art Director[31]
- Varius Manx i Kasia Stankiewicz – ENT Tour – autor wizualizacji koncertowych[145]
- Beata Kozidrak – Bingo Tour – współreżyser trasy koncertowej, autor zdjęć[146]
- Beata Kozidrak – B3 Exclusive – reżyser trasy koncertowej, dyrektor artystyczny koncertów, autor konceptu scenografii[147]
- Michał Szpak, Marlena Szpak – Classica Tour – Art Director, autor zdjęć[148]
- Michał Szpak – Dreamer Tour – reżyseria i oprawa wizualna[149]
- Michał Szpak – #THEMOONTOUR – reżyseria i oprawa wizualna[150]
- Michał Szpak – WolnośćFobia – dyrektor artystyczny[151]
- sanah – NoSory Tour – reżyser trasy koncertowej, Art Director, autor zdjęć
- sanah – Kolońska i szlugi Tour – reżyser trasy koncertowej, Art Director, autor zdjęć[152]
- sanah – Uczta Tour – reżyser trasy koncertowej, Art Director, autor zdjęć
- sanah – Bankiet u sanah – reżyser trasy koncertowej, Art Director, autor zdjęć
- sanah – Uczta nad Ucztami – współreżyser trasy koncertowej
- Doda – Aquaria Tour – reżyser trasy koncertowej[153]

### Dyrektor kreatywnyiartystycznyprojektów i strategii promocyjnych
- Justyna Steczkowską  XV
- Justyna Steczkowska – Anima
- Beata Kozidrak – B03
- Varius Manx – ENT
- sanah – Królowa Dram
- sanah – Irenka
- sanah – Uczta
- sanah – śpiewa poezje
- sanah – No Sorry Tour
- sanah – Kolońska i szlugi Tour
- sanah – Uczta Tour
- sanah – Bankiet u sanah
- Bletka Kizo – PatoPop VOL. 1
- LEMON – Piatka
- Beata Kozidrak – Be Free Exclusive Tour
- Aquaria Tour – Doda
- Michał Szpak – Classica Tour
- Michał Szpak – The Moon Tour
- Michał Szpak – Dreamer Tour

## Wybrane sukcesy i wyróżnienia

### Fotografia i oprawy muzyczne wydawnictw
- 2014: Justyna Steczkowska – Anima – 2. miejsce w konkursie Cover awArts 2014[154]
- 2018: Anna Wyszkoni – Jestem tu nowa – nominacja w konkursie Cover awArts 2018[155]
- 2018: Endy Yden – GTFO! – 7. miejsce w konkursie Cover awArts 2018[156]
- 2019: Miętha – Audioportret – 27. miejsce w konkursie Cover awArts 2019[157]
- 2022: sanah – sanah śpiewa poezyje – 13. miejsce w konkursie Cover awArts 2022[158], 3. miejsce w konkursie 30/30 na najlepszą okładkę płytową 2022[159]

### Teledyski
- 2014: nominacja do Nagrody Yach Film Festival 2014 w kategorii "Grand Prix" za teledysk do utworu "Terra" artystki Justyna Steczkowska[160]
- 2021: nominacja do Nagrody Fryderyk 2021 w kategorii "Teledysk roku" za teledysk do utworu "Szampan" artystki sanah (reżyser teledysku)[161]
- 2022: nominacja do Nagrody Fryderyk 2022 w kategorii "Teledysk roku" za teledysk do utworu "kolońska i szlugi" artystyki sanah (współreżyser teledysku)[162]
- 2023: nominacja do Nagrody Fryderyk 2023 w kategorii "Teledysk roku" za teledysk do utworu "Nic dwa razy się nie zdarza (W. Szymborska)" artystki sanah (reżyser teledysku)[163]